# Wilhelm Breidenstein
Wilhelm Breidenstein (* 1836 in Kassel; † nach 1859) war ein deutscher Maler und Zeichner.

## Leben
Über Breidenstein ist kaum etwas bekannt. Er hielt sich um 1858 bis nach 1859 in Paris auf, wo er an der École impériale de dessin et de sculpture pour l’application des beaux-arts à l’industrie studierte. Ab 1859 war er Schüler an der École des Beaux-Arts und im Atelier von Alexandre Laemlein. Sein weiteres Leben ist unbekannt.

## Werke
- Ornamentzeichnung nach einem antiken Vorbild, 1859, Verbleib unbekannt (Anonym 1859, o. S.).